# Dyson Daniels
Dyson James Daniels (Bendigo, 17 marzo 2003) è un cestista australiano, professionista nella NBA con gli Atlanta Hawks.

## Carriera
Entrato nella NBA Global Academy nel 2019, il 21 giugno 2021 firma il primo contratto professionistico con la NBA G League Ignite. Dichiaratosi per il Draft NBA 2022.

### New Orleans Pelicans (2022-2024)
Viene selezionato con l'ottava scelta assoluta dai New Orleans Pelicans. mettendosi in mostra per essere un difensore molto versatile in grado di marcare ogni ruolo, pur essendo ancora acerbo offensivamente.

### Atlanta Hawks (2024-)
Viene scambiato insieme al compagno di squadra Larry Nance Jr. agli Atlanta Hawks in cambio del playmaker Dejounte Murray.

## Statistiche

### NBA

#### Regular Season
| Anno      | Squadra       | PG  | PT  | MP   | TC%  | 3P%  | TL%  | RP  | AP  | PRP | SP  | PP   |
| --------- | ------------- | --- | --- | ---- | ---- | ---- | ---- | --- | --- | --- | --- | ---- |
| 2022-2023 | N.O. Pelicans | 59  | 11  | 17,7 | 41,8 | 31,4 | 65,0 | 3,2 | 2,3 | 0,7 | 0,2 | 3,8  |
| 2023-2024 | N.O. Pelicans | 61  | 16  | 22,3 | 44,7 | 31,1 | 64,2 | 3,9 | 2,7 | 1,4 | 0,4 | 5,8  |
| 2024-2025 | Atlanta Hawks | 76  | 76  | 33,8 | 49,3 | 34,0 | 59,3 | 5,9 | 4,4 | 3,0 | 0,7 | 14,1 |
| Carriera  | Carriera      | 196 | 103 | 25,4 | 47,2 | 32,7 | 61,4 | 4,5 | 3,2 | 1,8 | 0,5 | 8,4  |

#### Playoffs
| Anno     | Squadra       | PG | PT | MP  | TC%  | 3P% | TL% | RP  | AP  | PRP | SP  | PP  |
| -------- | ------------- | -- | -- | --- | ---- | --- | --- | --- | --- | --- | --- | --- |
| 2024     | N.O. Pelicans | 3  | 0  | 5,7 | 33,3 | 0,0 | -   | 0,7 | 0,0 | 0,7 | 0,0 | 1,3 |
| Carriera | Carriera      | 3  | 0  | 5,7 | 33,3 | 0,0 | -   | 0,7 | 0,0 | 0,7 | 0,0 | 1,3 |

#### Massimi in carriera
- Massimo di punti: 28 vs Boston Celtics (13 novembre 2024)
- Massimo di rimbalzi: 15 vs Golden State Warriors (10 luglio 2023)
- Massimo di assist: 10 vs Milwaukee Bucks (8 febbraio 2025)
- Massimo di palle rubate: 8 vs Minnesota Timberwolves (24 dicembre 2024)
- Massimo di stoppate: 4 vs Sacramento Kings (19 novembre 2024)
- Massimo di minuti giocati: 36 vs Phoenix Suns (11 dicembre 2022)

### G League
| Anno      | Squadra         | PG | PT | MP   | TC%  | 3P%  | TL%  | RP  | AP  | PRP | SP  | PP   |
| --------- | --------------- | -- | -- | ---- | ---- | ---- | ---- | --- | --- | --- | --- | ---- |
| 2021-2022 | G League Ignite | 14 | 14 | 31,2 | 44,9 | 25,5 | 73,7 | 6,2 | 4,4 | 1,9 | 0,7 | 11,3 |
| 2023-2024 | Birm. Squadron  | 1  | 0  | 23,6 | 58,3 | 50,0 | 100  | 1,0 | 6,0 | 6,0 | 1,0 | 22,0 |
| Carriera  | Carriera        | 15 | 14 | 30,5 | 46,0 | 28,1 | 77,3 | 5,6 | 4,5 | 2,2 | 0,8 | 12,0 |

## Palmarès
- Migliore giocatore per palle rubate nella stagione NBA: (2025)
- NBA Most Improved Player (2025)
- NBA All-Defensive Team: 1

First Team: 2025